# Mutualismus (ekonomie)

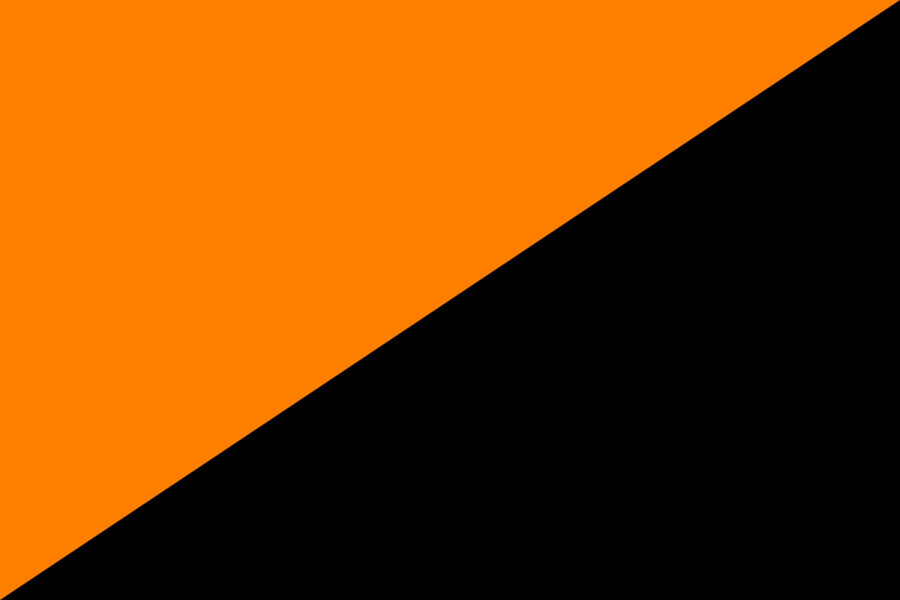
Vlajka mutalismu

Mutualismus (z latinského slova pro „vzájemnost“) je anarchistický politicko-ekonomický systém Pierre-Josepha Proudhona založený na pracovní teorii hodnoty, jehož základním tvrzením je, že při prodeji práce nebo jejího výsledku má pracující obdržet zboží nebo služby ztělesňující „množství práce potřebné k výrobě zboží přesně totožného a rovného užitku.“ Pokud obdrží méně, jedná se podle mutualistů o vykořisťování či krádež; za nesprávné považují také to, když jedinec získává příjem z půjček, investic a pronájmů, protože podle jejich názoru takový jedinec nepracuje. Mají za to, že kdyby se stát přestal vměšovat do ekonomiky, takovéto typy příjmů by ustaly. Opravdu svobodný trh by pak vedl k tomu, že každý jedinec by měl příjem úměrný množství práce, kterou koná.
Na rozdíl od komunistů tedy mutualisté podporují trh. Vlastnictví půdy však ospravedlňují jen v případě, že ji vlastník používá. Prosazují především družstevní vlastnictví podniků.

## Historie

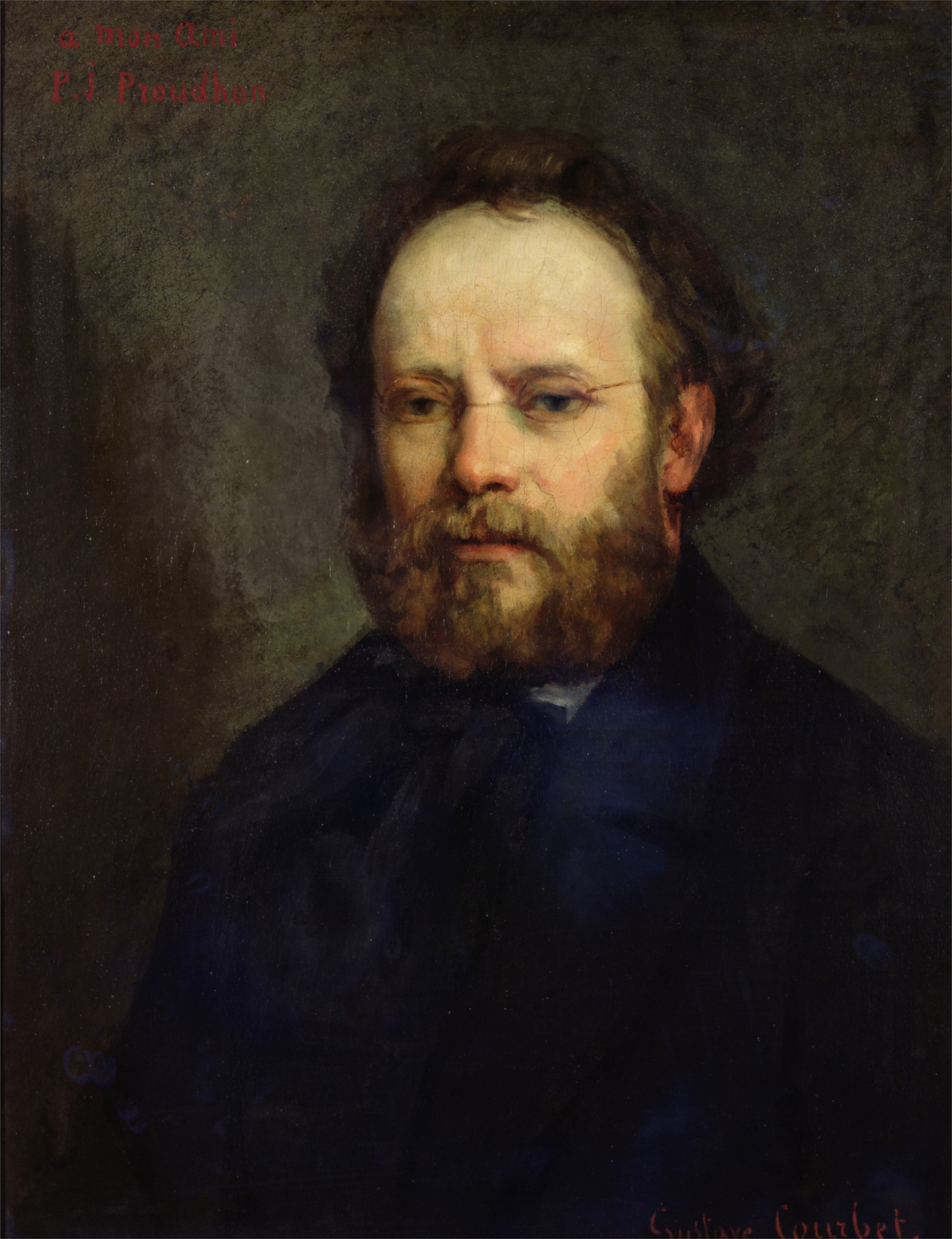
Portrét Pierra-Josepha Proudhona namalovaný v roce 1865 Gustavem Courbetem.

Mutualismus jako termín byl použit v různých kontextech. Charles Fourier poprvé použil francouzský termín mutualisme v roce 1822, přestože neměl souvislost s žádným ekonomickým systémem. První použití anglického termínu mutualist bylo v novinách komunity Nová Harmonie v roce 1826. Na začátku 30. let 19. století se jedna z odborových organizací ve francouzském Lyonu nazývala Mutuellists.
Pierre-Joseph Proudhon byl v kontaktu s Lyonskými mutualisty a později převzal jejich název pro popis svého učení.
Během druhé francouzské republiky měl Proudhon největší vliv na veřejnost a měl kontakt se čtyřmi novinami: Le Représentant du Peuple (Reprezentant lidu; únor – srpen 1848), Le Peuple (Lid; září 1848 – červen 1849), La Voix du Peuple (Hlas lidu; září 1849 – květen 1850), Le Peuple de 1850 (Lidé roku 1850; červen – říjen 1850). Jeho polemický styl psaní kombinovaný s jeho sebeuvědoměním jako politického outsidera, vytvořil cynické a bojovné články se líbily mnoha francouzským dělníkům, ale odcizil se jiným. Opakovaně kritizoval politiku vlády a navrhoval reformu úvěru a směny.
Ve své práci Solution du problème social (Řešení sociálního problému) z roku 1849 popsal program vzájemné finanční spolupráce mezi dělníky. Proudhon věřil, že jeho řešení by přeneslo ovládání ekonomických vztahů od kapitalistů a finančníků k dělníkům. Středobodem tohoto řešení bylo založení banky poskytující úvěry za nízký úrok a vydávající bankovky, které by kolovaly místo tehdy používaných peněz založených na zlatu.
Mutualisté 19. století se považovali za libertariánské socialisty. I když byli orientováni na využití družstev, favorizovali řešení vyplývající z volného trhu a věřili, že většina nerovností je výsledkem podmínek vytvořených státními zásahy.
V roce 1927 vydal Clarence Lee Swartz svou nejznámější knihu What is Mutualism? (Co je mutualismus?), ve které popsal svou koncepci mutualismu. Obhajoval družstevní vlastnictví podniků, oponoval duševnímu vlastnictví a patentům. Jako prostředek dosažení změny prosazoval zejména pasivní odpor.

## Kritika
Jedna z oblastí neshody mezi mutualisty a anarchokomunisty vychází z Proudhonovy obhajoby peněz, nebo později pracovních poukázek sloužící jako kompenzace jedinců za jejich práci. Petr Kropotkin, jako i ostatní anarchokomunisté, obhajoval zrušení odměny za práci. Podle George Woodcocka Kropotkin věřil, že mzdový systém v jakékoli podobě, ať už spravovaný bankami nebo lidmi nebo odbory, je forma donucení.
Anarchokolektivista Michail Alexandrovič Bakunin byl dalším kritikem Proudhonova mutualismu: „Jak směšné jsou myšlenky individualistů školy Jean Jacques Rousseaua a Proudhonových mutualistů, kteří si představují společnost jako výsledek svobodného kontraktu jedinců naprosto nezávislých jednoho na druhém a vstupujících do vztahů jen kvůli dohodě mezi lidmi. Jako kdyby tito lidé spadli z nebe a přinesli si s sebou řeč, vůli, původní myšlení a jako kdyby byli cizí ke všemu na Zemi, což znamená, cizí k čemukoli majícímu sociální původ.“